# Doran Cox
Doran Cox (Elwood, 12 aprile 1881 – Los Angeles, 2 maggio 1957) è stato un regista statunitense dell'epoca del cinema muto; ha diretto 17 film ed è stato assistente alla regia in circa 60.

## Filmografia

### Regia
- Monkey Shines (1927)
- Hot Stuff (1927)
- Scrambled Honeymoon (1927)
- So This Is Sapp Center? (1928)
- Mistakes Will Happen (1928)
- Social Lions (1928)
- Special Edition (1928)
- Money! Money! Money! (1928)
- Her Haunted Heritage (1928)
- The Trackless Trolley (1928)
- A Hurry-Up Marriage (1928)
- Dodging Danger (1928)
- The Knight Watch (1929)
- Cleaning Up (1929)
- Double Trouble (1929)
- Stepping High (1929)
- Just in Time (1929)